# Старицкий, Егор Павлович
Егор Павлович Старицкий (26 ноября 1825, дер. Войновка, Полтавская губерния — 31 мая 1899, Полтава) — русский законовед и судья. Член Государственного совета. Действительный тайный советник (1881). Автор «Положения о размежевании Закавказского края» (1862).

## Биография
Происходил из потомственных дворян Полтавской губернии. В возрасте десяти лет был отправлен в Санкт-Петербург и определён во 2-ю гимназию, через два года переведён в пансион Мурольда. 29 апреля 1845 году окончил Императорское училище правоведения.
С мая 1845 года служил в Москве в 8-м департаменте Сената, с 1847 года — в Петербурге в Министерстве юстиции: столоначальником, затем редактором и, наконец, начальником отделения. С 1853 года — на Кавказе, председатель вновь образованного коммерческого суда.
В 1857 году находился в заграничной командировке для изучения межевых законов и судебной части, после чего составил «Положение о размежевании Закавказского края», которое было введено в действие 1 января 1862 года, в это же время назначен председателем межевой палаты. Участвовал в работах по применению новых судебных уставов для Кавказа. Был старшим председателем Тифлисской судебной палаты. С 1867 года одновременно — сенатор.
С 1879 года — в Петербурге. Назначен членом Государственного совета: присутствовал в департаменте гражданских и духовных дел, затем в департаменте законов. С 1882 года одновременно был главноуправляющим кодификационного отдела Государственного совета. В 1883 году назначен председателем департамента законов. В 1889 году выступал против введения института земских начальников.
С февраля 1890 года, будучи тяжело больным, переехал в Полтаву, где и скончался.

## Семья
Отец — Павел Григорьевич Старицкий.
Мать — Наталья Фёдоровна Арендт, сестра лейб-медика Н. Ф. Арендта, подававшего помощь А. С. Пушкину.
Жена — Мария Ивановна (1829—?), сестра сенатора С. И. Зарудного. Дети:
- Николай (умер во младенчестве);
- Наталия (1862—1943), замужем за Владимиром Ивановичем Вернадским (1863—1945), академиком, первым президентом АН УССР (1918—1821);
- Павел (1862—1942), директор Балтийского судостроительного завода[2];
- Анна (1865—1930), замужем за Марком Марковичем Любошинским (1865—1952);
- Георгий (23.04.1867, Полтава — 1946, Болгария), последний Полтавский губернатор (7 августа 1919 — 11 октября 1919);
- Мария (1868/70—1942);
- Нина (1871—1936), замужем за Иваном Александровичем Жедринским, вологодским вице-губернатором (1905—1906).